# Rikke Skov
Rikke Erhardsen Skov, född 7 september 1980 i Viborg, är en dansk före detta handbollsspelare (vänsternia/försvarare). Skov anses vara en av Danmarks främsta kvinnliga handbollsspelare genom tiderna, kanske främst som en skicklig försvarsspelare.
Vid Europeiska handbollsförbundets 20-årsjubileum 2011 var Skov en av blott fem spelare, där hon var den enda kvinnan, som tilldelades EHF Handball Award för sina framgångar i stora mästerskap för landslag och klubblag.

## Karriär
Vid tolv års ålder började Rikke Skov spela handboll i Overlund GF. 1994 bytte hon lag till Viborg HK, där hon sedan tillbringade resten av karriären, med undantag av en utlåning i två månader till Team Tvis Holstebro. Med Viborg HK blev hon dansk mästare tio gånger (1999, 2000, 2001, 2002, 2004, 2006, 2008, 2009, 2010 och 2014), cupmästare fyra gånger (2003, 2006, 2007 och 2008), EHF-cupmästare två gånger (1999 och 2004) och Champions League-mästare tre gånger (2006, 2009 och 2010). Skov var även under säsongen 2011/2012 aktiv som assisterande tränare i Viborg. I februari 2017 meddelade hon att hon var gravid och att hon avslutade spelarkarriären.

### Landslagskarriär
Rikke Skov debuterade i landslaget den 28 juli 2000 mot Sverige. Skov spelade 152 landskamper för Danmarks landslag och lade 384 mål i landslaget. Med Danmark var hon med och vann OS-guld i samband med OS 2004 i Aten. Dessutom var hon med och tog EM-silver 2004. Sommaren 2012 deltog hon i de olympiska spelen i London 2012. Hon avslutade därefter sin landslagskarriär, tills hon 2015 gjorde comeback. Den 19 mars 2016 avslutade hon slutligen landslagskarriären  i ett OS-kval till OS 2016 som Danmark inte klarade. Danmark förlorade i hennes sista match till Montenegro med 22-26.

## Privatliv
Rikke Skov blev färdigutbildad som sjuksköterska 2005.I elva år var hon tillsammans med landslagsmeriterade handbollsspelaren Lotte Kiærskou, som hon även ingick registrerat partnerskap med. Den 3 januari 2006 födde Kiærskou parets första barn, en dotter. Sommaren 2008 födde Kiærskou ytterligare en dotter. I oktober 2011 blev det offentligt känt att Skov och Kiærskou avslutat förhållandet. I mars 2017 fick hon sitt tredje barn då hon födde en dotter.

## Meriter
- OS-guld 2004 med Danmarks landslag
- EM-silver 2004 med Danmarks landslag
- Champions League-mästare tre gånger (2006, 2009 och 2010) med Viborgs HK
- EHF-cupmästare två gånger (1999 och 2004) med Viborgs HK
- Dansk mästare tio gånger (1999, 2000, 2001, 2002, 2004, 2006, 2008, 2009, 2010 och 2014) med Viborgs HK
- Dansk cupmästare fyra gånger (2003, 2006, 2007 och 2008) med Viborgs HK